# (20483) Sinay
(20483) Sinay (1999 NK41) – planetoida z pasa głównego asteroid okrążająca Słońce w ciągu 3,51 lat w średniej odległości 2,31 j.a. Odkryta 14 lipca 1999 roku.